# Pentidotea schmitti
Pentidotea schmitti là một loài chân đều trong họ Idoteidae. Loài này được Menzies miêu tả khoa học năm 1950.